# Камара, Бадра
Бадра́ Али́ Камара́ (фр. Badra Ali Camara; род. 23 января 2002, Абодо, Кот-Д'Ивуар) — ивуарийский футболист, защитник клуба «Певидем».

## Карьера
В начале 2020 года стал игроком «Спартака» из Юрмалы. Дебютировал в Высшей лиге Латвии летом 2020 года в матче с клубом «Метта». В Кубке Латвии впервые сыграл в матче третьего круга с ФК «Гробиня».
В 2022 году стал игроком португальского клуба «Певидем».